# جورج مک‌گیل
جورج مک‌گیل (به انگلیسی: George McGill) سناتور سابق عضو حزب دموکرات ایالات متحده آمریکا بود. وی در سال ۱۹۳۰ تا ۱۹۳۹ میلادی سناتور ایالت کانزاس در سنای ایالات متحده آمریکا بود.